# Агро-Белогорье
А́гро-Белого́рье (группа компаний «Агро-Белогорье») — частная российская агропромышленная компания, специализирующаяся на производстве свинины, а также занимающаяся молочным животноводством и производством кормов. Входит в группу компаний «Русагро».
Входит в Перечень системообразующих организаций России.
Штаб-квартира компании находится в Белгороде.

## История
Создана 17 июля 2007 года по инициативе губернатора Белгородской области Евгения Савченко. Основной владелец — Владимир Зотов, до 2016 года являлся генеральным директором компании, с 2016 года генеральный директор — Лариса Ковалёва.
В 2012 году заняла 120-е место в рейтинге «Forbes»: «200 крупнейших непубличных компаний России». В рейтинге 2017 года заняла 120 позицию. В рейтинге 2018 года — 133-ю позицию, хотя выручка выросла на 3 млрд, достигнув 70 млрд рублей по итогам предыдущего 2017 года.
В 2012 году компания запустила крупнейшую в стране биогазовую электростанцию (село Лучки, Прохоровский район, Белгородская область), которая работает на продуктах жизнедеятельности скота. Стоимость проекта — 600 млн рублей, мощность — 2,4 МВт. Годовой объем выработки на биогазовой станции составит 19,6 млн кВт/ч электроэнергии, 18,2 тыс. Гкал тепловой энергии и 66,8 тыс. т органических удобрений.
В 2016 году владелец «Агро-Белогорья» Владимир Зотов попал в список «200 богатейших бизнесменов России» по версии журнала Forbes. 
В августе 2023 года ГК «Агро-Белогорье» открыла в Белгороде парк аттракционов и развлечений «Калейдоскоп». Инвестиции в объект площадью 20 га составили около 1,5 млрд рублей.
В 2018 году группа компаний «Агро-Белогорье» заняла 185 строчку рейтинга «РБК 500», поднявшись за год на 10 позиций. Выручка «Агро-Белогорье» по данным «РБК» в 2017 году составила 65 млрд рублей.
В августе торговый дом компании запустил оптово-розничный центр, где продается продукция в розницу и по оптовым ценам. ОРЦ рассчитан на представителей малого бизнеса, сектор HoReCa, а также организаторов совместных закупок и большие белгородские семьи, которым выгодно покупать продукцию мелким оптом. В сентябре 2018 года компания запустила интернет-магазин «Агро-Белогорье» с возможностью доставки продуктов и самовывозом из ОРЦ.
В 2019 году в состав акционеров «Агро-Белогорья» вошла группа компаний «Русагро», выкупившая у бизнесмена Александра Соловьёва 22,5 % компании.
В 2023 году группа «Агро-Белогорье» проводит цифровизацию производства, переходя на цифровой учет комбикормов. На первом этапе внедряется единая интеллектуальная система планирования производства, доставки и потребления комбикормов на семи свинокомплексах. Эти работу планируют закончить до конца года. Вложения в проект - 70 млн рублей. До этого группа компаний уже ввела цифровой учет воды, что позволило снизить водопотребление 53 площадок на 8,4%. 
По исследованию «Коммерсантъ», проведенному в 2023 году в ГК «Агро-Белогорье» работает 7900 сотрудников.
К сентябрю 2024 года в результате судебных разбирательств между совладельцем «Агро-Белогорья» Владимиром Зотовым и группой «Русагро» доля последней в «Агро-Белогорье» выросла до 47,5 %.
В ноябре 2024 года «Русагро» консолидировало 100 % активов «Агро-Белогорья». Генеральным директором компании с 13 ноября 2024 года назначен Дмитрий Лабурцев.
Показатели
Чистая прибыль головного юрлица группы компаний ООО ГК «Агро-Белогорье» в 2022 году сократилась до 73,4 млн рублей. По итогам 2021 чистая прибыль оценивалась в 6,08 млрд рублей, но почти всю сумму составляли «доходы от участия в других организациях», которые в 2022 году сократились до 35,7 млн рублей. При этом выручка (за вычетом НДС и акцизов) составила 468 млн рублей против 449 млн рублей в 2021 году.

## Структура
В состав компании входят селекционно-генетический центр, более 20 свиноводческих комплексов (суммарный объём производства — более 160 тыс. тонн свиней на убой в живом весе в год, 4-е место в России и 5,6 % российского рынка), две зерновые компании (свыше 110 тысяч гектаров сельхозземель), три комбикормовых завода и хлебоприемных предприятия (общей мощностью 500 тысяч тонн комбикормов в год), два мясоперерабатывающих завод (мощность — убой 1,5 млн голов в год), молочную компанию, а также торговый дом, автотранспортное предприятие и другие вспомогательные организации.